# Isophyllia sinuosa
Isophyllia sinuosa is een rifkoralensoort uit de familie van de Mussidae. De wetenschappelijke naam van de soort is voor het eerst geldig gepubliceerd door Ellis & Solander.
De soort komt voor in de Caraïbische Zee, het zuidelijke deel van de Golf van Mexico en bij Florida, de Bahama's en Bermuda. Ze staat op de Rode Lijst van de IUCN geklasseerd als 'niet bedreigd'.